# Planckova teplota
Planckova teplota je jednotkou teploty v Planckových jednotkách, jedné z přirozených soustav jednotek.
Z pohledu současné kosmologie ji lze interpretovat jako teplotu, která vládla ve vesmíru jeden Planckův čas (10−43 sekund) po velkém třesku, když měl vesmír velikost 10 až 35 metrů.
Někdy bývá považována za maximální možnou teplotu.

## Výpočet a současná hodnota
Planckova teplota je stanovena vztahem:
{\displaystyle T_{\mathrm {P} }={\sqrt {\frac {\hbar c^{5}}{Gk^{2}}}}},
kde {\displaystyle c,\hbar ,G,k\,} označují rychlost světla ve vakuu, Planckovu, Newtonovu gravitační a Boltzmannovu konstantu.
Její současná hodnota v jednotkách SI je 1,416 784(16)×1032 K